# Bloque de Unidad
Unidad es una alianza política boliviana liderada por Samuel Doria Medina y Luis Fernando Camacho. Fue fundado el 18 de abril de 2025, teniendo como base al proyecto político llamado «Bloque de Unidad», conformado el 18 de diciembre de 2024.
En un inicio este bloque estaba conformado por cuatro precandidatos de la oposición, entre ellos Samuel Doria Medina, Jorge Quiroga, Carlos Mesa y Luis Fernando Camacho, con el objetivo de consolidar una sola candidatura para las elecciones de 2025. Al cual se sumaron otros precandidatos como Amparo Ballivián, Vicente Cuellar, Juan Del Granado y Carlos Börth; sin embargo por disputas internas algunos de estos líderes de la oposición se alejaron del bloque, quedando solo Samuel Doria Medina, Luis Fernando Camacho, Vicente Cuellar, Juan Del Granado, Carlos Börth y otros políticos que se sumarían posteriormente.
El 18 de abril de 2025, esta alianza política se incribió oficialmente ante el Tribunal Supremo Electoral con el denominativo de «Unidad», la cual está conformada por Unidad Nacional (UN), Creemos, Cambio 25, Alianza Social Patriótica (ASP), Movimiento sin Miedo (MSM), Alianza por Bolivia Unida y Solidaria (Al-Bus), Jóvenes Kataristas, Mi Oruro del Alma, Vamos Bolivia y otras organizaciones políticas.

## Antecedentes
Tras la victoria del Movimiento al Socialismo en las elecciones generales de 2020, se ha popularizado la idea de unificar el voto de la oposición. Dicha iniciativa fue difundida en su mayoría por el movimiento alternativo El Búnker-Tercera República del periodista Virginio Lema y el abogado Agustín Zambrana, con el objetivo principal de presentar solo un candidato por parte de la oposición, elegido a través de unas primarias similares a las primarias de la oposición venezolana en 2023.
El 13 de noviembre de 2024, seis agrupaciones políticas se aliaron para formar un bloque unido opositor denominado «Unidad es Posible». Este bloque estaba conformado por los frentes políticos: Cambio 25 de Vicente Cuellar; Una Bolivia de Otro Modo de Amparo Ballivián; El Búnker - Tercera República de Agustín Zambrana; Al-Bus, bajo el liderazgo de Carlos Börth; Vanguardia, Libertad es Prosperidad del diputado Miguel Roca Sánchez; y el Partido Liberal Boliviano, encabezado por Antonio Saravia. Posteriormente, el Búnker retiraría a su candidato para no dividir el voto opositor. Por otro lado la agrupación Vanguardia, Libertad es Prosperidad del diputado Miguel Roca Sánchez y el Partido Liberal Boliviano de Antonio Saravia abandonarían este bloque para conformar un nuevo «bloque liberal» encabezado por Branko Marinkovic, aunque posteriormente este bloque liberal se disolvería con la renuncia de Branko Marinkovic a su candidatura presidencial en apoyo a Jorge Quiroga.

## Historia
Ante el pedido de varios sectores de la población boliviana que pedian la conformación de un bloque de unidad para derrotar al Movimiento al Socialismo en las elecciones de 2025, diferentes candidatos y partidos de oposición barajaron diferentes alianzas.
El 18 de diciembre de 2024, Carlos Mesa anunció la conformación de la alianza política denominada «Bloque de Unidad» suscrita con Samuel Doria Medina líder político de Unidad Nacional, Jorge Quiroga quien había anunciado su candidatura oficial y su alianza con el Frente Revolucionario de Izquierda y Luis Fernando Camacho líder de Creemos para presentar un frente unido para las elecciones generales. Tras ello los miembros de «Unidad es Posible» como Vicente Cuellar, Juan Del Grando, Amparo Ballivián y Carlos Börth se unirían a este último bloque.
En enero de 2025 Carlos Börth retiró su candidatura para apoyar a Jorge Quiroga y Samuel Doria Medina. De igual forma, Carlos Mesa hizo lo mismo, pero mantuvo su apoyo al bloque de unidad, para luego ser asignado como vocero de la alianza opositora. El 8 de marzo de 2025, Vicente Cuellar se apartó como precandidato y ofreció su apoyo a Samuel Medina.
El 11 de marzo de 2025 Carlos Börth anunció su respaldo a Samuel Medina. Branko Marinkovic, quien lideraba otro bloque denominado «Bloque Liberal» retiraría su candidatura anunciando su respaldo a Jorge Quiroga, pero sin entrar a este bloque de unidad. A días de anunciada la encuesta por el «Bloque de Unidad», Luis Fernando Camacho declinó su postulación, dejando como candidatos tanto a Tuto Quiroga, Samuel Doria Medina y Amparo Ballivián.
Tras generarse dos facciones fuertes dentro de este bloque, una facción que apoyaba a Samuel Medina y otra hacia Jorge Quiroga, inició una serie de disputas dentro del bloque debido a la falta de consenso interno para llevar a cabo una serie de encuestas para definir al candidato único, por lo que finalmente Jorge Quiroga anunció la inscripción de su alianza Libre de manera independiente, apartándose de la unidad opositora, posteriormente Carlos Mesa anunció su renuncia como vocero de esta unión.
El 9 de abril de 2025, Samuel Doria Medina fue designado como candidato del bloque de unidad. Posteriormente, el 18 de abril de 2025, esta alianza se inscribiria ante el Tribunal Supremo Electoral oficialmente con el nombre de «Unidad».

### Precandidatos del Bloque de Unidad
| Partido | Partido                               | Precandidato (a)  | Precandidato (a)      | Respaldo político                                                     | Respaldo político | Nota |
| Partido | Partido                               | Precandidato (a)  | Precandidato (a)      | Miembros del Bloque                                                   | Respaldo Externo | Nota |
| ------- | ------------------------------------- | ----------------- | --------------------- | --------------------------------------------------------------------- | --- | --- |
|         | Unidad Nacional                       | {{{descripción}}} | Samuel Doria Medina   | - Luis F. Camacho - Vicente Cuéllar - Juan del Granado - Carlos Börth | - Andrea Barrientos - Luis Revilla - Augusto Oblitas - Toribia Lero                                                                                        | |
|         | Frente Revolucionario de Izquierda    | {{{descripción}}} | Jorge Quiroga Ramírez |                                                                       | - Branko Marinković - Rubén Costas - Ernesto Suárez - Guido Nayar - José Gary Añez - Germain Caballero - Desirée Bravo - Gualberto Cusi - Tomas Monasterio | |
|         | Comunidad Ciudadana                   | {{{descripción}}} | Carlos Mesa           |                                                                       | | El 24 de enero de 2024 anunció que no se presentaria como candidato a la presidencia, pero mantuvo su apoyo al bloque de unidad, para luego ser asignado como vocero de la alianza opositora. El 9 de abril de 2025, tras la disputa entre Samuel Doria Medina y Jorge Quiroga, su renunció a su cargo como vocero al considerar el quebrantamiento del acuerdo del bloque. |
|         | Creemos                               | {{{descripción}}} | Luis Fernando Camacho |                                                                       | | El 11 de agosto de 2024 anuncia la renuncia a su candidatura y expresó su apoyo a quien sea seleccionado como el candidato único del bloque.Tras la disputa entre Samuel Doria Medina y Jorge Quiroga, y el distanciamiento de este último, Camacho anunció su respaldo a Samuel Doria Medina como el candidato único del bloque.                                           |
|         | Cambio 25                             | {{{descripción}}} | Vicente Cuellar       | - Juan Del Granado                                                    | | El 8 de marzo declina su candidatura, y junto a su aliado Juan Del Granado anuncian su respaldo a Samuel Doria Medina. |
|         | Una Bolivia de Otro Modo              | {{{descripción}}} | Amparo Ballivian      |                                                                       | | Tras la disputa entre Samuel Doria Medina y Jorge Quiroga, el 16 de abril de 2025 declinó su candidatura y anunció su distanciamiento del bloque. |
|         | Alianza por Bolivia Unida y Solidaria | {{{descripción}}} | Carlos Börth          |                                                                       | | Tras su ingreso al bloque declinó a su candidatura y anunció su apoyo a Jorge Quiroga y Samuel Doria Medina, finalmente el 11 de marzo de 2025 anunciaria su respaldo al liderazgo de Samuel Doria Medina. |

## Resultados electorales

### Presidenciales
| Año  | Fórmula             | Fórmula             | Fórmula        | Fórmula        | Primera vuelta | Primera vuelta   | Primera vuelta | Resultado | Nota |
| Año  | Presidente          | Presidente          | Vicepresidente | Vicepresidente | Votos          | %                | Posición       | Resultado | Nota |
| ---- | ------------------- | ------------------- | -------------- | -------------- | -------------- | ---------------- | -------------- | --------- | ---- |
| 2025 | Samuel Doria Medina | Samuel Doria Medina |                | José Luis Lupo | 1 004 846      | \| \| 19.86 % \| | (3°)           | No electo |      |
|      | 19.86 %             |                     |                |                |                |                  |                |           |      |

### Parlamentarias
| Año  | Votos     | %                | Legisladores | Legisladores | Posición | Nota |
| Año  | Votos     | %                | Senadores    | Diputados    | Posición | Nota |
| ---- | --------- | ---------------- | ------------ | ------------ | -------- | ---- |
| 2025 | 1 004 846 | \| \| 19.86 % \| | 7/36         | 25/130       | (3°)     |      |
|      | 19.86 %   |                  |              |              |          |      |